# Jeroen Blijlevens
Jeroen Blijlevens (nacido el 29 de diciembre de 1971 en Rijen) fue un ciclista neerlandés, profesional entre los años 1994 y 2004, durante los cuales logró 74 victorias.
Blijlevens fue un buen esprínter que consiguió victorias de etapa en cada una de las Grandes Vueltas, cuatro en el Tour de Francia, dos en el Giro de Italia y cinco en la Vuelta a España.
El 24 de julio de 2013 su nombre apareció en el informe publicado por el senado francés como uno de los treinta ciclistas que habrían dado positivo en el Tour de Francia 1998 con carácter retrospectivo, ya que analizaron las muestras de orina de aquel año con los métodos antidopaje actuales. A consecuencia de ello fue despedido el 26 de julio por el equipo Belkin, donde ejercía como director deportivo. Desde entonces se dedica a vender ropa ciclista de importación.

## Palmarés
| 1992 (como amateur) - 1 etapa del Teleflex Tour - Zuid Oost Drenthe Classic 1993 (como amateur) - 1 etapa del Tour del Porvenir - 1 etapa del Tour de Poitou-Charentes - Gran Premio Villa de Lillers - 1 etapa del Teleflex Tour - 1 etapa del Tour de Olympia 1994 - 1 etapa de los Cuatro días de Dunkerque - 1 etapa del Tour del Porvenir - 1 etapa de la Hofbrau Cup 1995 - 1 etapa del Tour de Francia - 1 etapa de la Vuelta a España - 2 etapas de la Vuelta a los Países Bajos - 2 etapas de la Vuelta a Murcia - 1 etapa de la Vuelta a Andalucía - 1 etapa de la Challenge a Mallorca - Delta Profronde - 1 etapa de la Vuelta a Suecia 1996 - 1 etapa del Tour de Francia - 1 etapa de la Vuelta a España - 2 etapas de los Cuatro días de Dunkerque - 1 etapa de la Challenge a Mallorca - 5 etapas de la Vuelta a Baviera 1997 - Veenendaal-Veenendaal - 1 etapa del Tour de Francia - 1 etapa de los Cuatro días de Dunkerque - 1 etapa de la Vuelta a Asturias - 1 etapa de la Vuelta a Baviera - 1 etapa de los Tres Días de La Panne - 1 etapa del Circuito de la Sarthe - 1 etapa del Ruta del Sur | 1998 - 1 etapa del Tour de Francia - 2 etapas de la Vuelta a España - 2 etapas de la Vuelta a los Países Bajos - 1 etapa de la Vuelta a Murcia - 1 etapa de la Semana Catalana - 1 etapa de la Bicicleta Vasca - Acht van Chaam - 3 etapas de la Vuelta a Suecia 1999 - 2 etapas del Giro de Italia - 1 etapa de la Vuelta a España - 2 etapas de la Vuelta a los Países Bajos - 1 etapa del Tour de Romandía - 1 etapa de la Vuelta a Galicia - 1 etapa de la Challenge a Mallorca - 1 etapa de la Vuelta a Castilla y León - 1 etapa del Tour de Luxemburgo - G.P. de Denain - Nokere Koerse - Scheldeprijs Vlaanderen - Dwars door Gendringen 2000 - 1 etapa de los Tres días de La Panne |

## Resultados en Grandes Vueltas y Campeonatos del Mundo
Durante su carrera deportiva consiguió los siguientes puestos en las Grandes Vueltas y en los Campeonatos del Mundo en carretera:
| Carrera         | 1994 | 1995 | 1996  | 1997  | 1998 | 1999  | 2000 | 2001 | 2002 | 2003 | 2004 |
| --------------- | ---- | ---- | ----- | ----- | ---- | ----- | ---- | ---- | ---- | ---- | ---- |
| Giro de Italia  | -    | -    | -     | -     | Ab.  | Ab.   | 98.º | 99.º | -    | -    | -    |
| Tour de Francia | -    | Ab.  | 128.º | 126.º | Ab.  | -     | Ab.  | Ab.  | -    | -    | -    |
| Vuelta a España | -    | Ab.  | 100.º | -     | Ab.  | 114.º | -    | -    | Ab.  | -    | -    |
| Mundial en Ruta | -    | -    | -     | -     | -    | -     | -    | -    | -    | -    | -    |

-: no participa 

Ab.: abandono

## Equipos
- TVM (1994-1999)
- Team Polti (2000)
- Lotto Addeco (2001)
- Domo-Farm Frites (2002)
- Bankgiroloterij (2003-2004)